# Jacques Ladègaillerie
Jacques Guy Ladègaillerie (Sartrouville, 10 de enero de 1940) es un deportista francés que compitió en esgrima, especialista en la modalidad de espada. Participó en tres Juegos Olímpicos de Verano entre los años 1968 y 1976, obteniendo una medalla de plata en Múnich 1972 en la prueba individual.

## Palmarés internacional
| Juegos Olímpicos | Juegos Olímpicos | Juegos Olímpicos | Juegos Olímpicos  |
| Año              | Lugar            | Medalla          | Prueba            |
| ---------------- | ---------------- | ---------------- | ----------------- |
| 1972             | Múnich (RFA)     | Medalla de plata | Espada individual |